# César Suárez
Pour les articles homonymes, voir Suárez.
César Suárez, né le 16 octobre 1984, est un coureur cycliste vénézuélien. 

## Palmarès
- 2008
  - 9e étape du Tour du Táchira
  - 3e du Clasico Corre Por La Vida